# Heaven (film)
Heaven is een Amerikaans-Europees filmdrama uit 2002 onder regie van Tom Tykwer. Een onafgewerkt scenario van Krzysztof Kieslowski lag aan de basis van het verhaal hiervan. Heaven won een National Board of Review Award en verschillende Duitse prijzen. Daarnaast werd de film genomineerd voor onder meer de Gouden Beer van het Filmfestival van Berlijn 2002 en de European Film Awards voor beste scenarioschrijver (Kieslowski & Krzysztof Piesiewicz) en beste cinematografie (door Frank Griebe).

## Verhaal
Philippa (Cate Blanchett) is een lerares Engels in Turijn. Zij zoekt gerechtigheid voor de dood van haar man en enkele van haar leerlingen door een bom te plaatsen in het kantoor van de leider van de drugsbende; de aanslag mislukt en onschuldigen sterven. Philippa wordt opgepakt door de Carabinieri en ondervraagd, de jonge Filippo (Giovanni Ribisi) treedt op als haar vertaler. Filippo wordt verliefd en helpt Philippa te ontsnappen en haar wraak te voltooien, samen slaan ze op de vlucht naar het Italiaanse platteland.

## Rolverdeling
- Cate Blanchett - Philippa
- Giovanni Ribisi - Filippo
- Stefania Rocca - Regina
- Alessandro Sperduti - Ariel
- Mattia Sbragia - Major Pini
- Stefano Santospago - Mr. Vendice

## Achtergrond
Heaven was door Kieslowski bedoeld als eerste deel van een drieluik. De andere delen zouden Hell en Purgatory worden. Kieslowski stierf echter halverwege het eerste script. Zijn vaste scenarioschrijver Piesiewicz maakte het af. De film L'Enfer uit 2005 is losjes gebaseerd op het tweede deel.